# Laghi
Pour les articles homonymes, voir Laghi (homonymie).
Laghi est une commune italienne de la province de Vicence, dans la région Vénétie.

## Administration
| Période                                  | Période | Identité | Étiquette | Qualité |
| ---------------------------------------- | ------- | -------- | --------- | ------- |
|                                          |         |          |           |         |
| Les données manquantes sont à compléter. |         |          |           |         |

## Hameaux
Molini, peterlini, lunardelli, collegio.

### Communes limitrophes
Arsiero, Folgaria, Lastebasse, Posina, Terragnolo.